# Jimmy Gómez Valencia
Jimmy Gómez Valencia (* Portoviejo, Ecuador, 20 de mayo de 1992). es un futbolista ecuatoriano que juega de lateral derecho en Liga de Portoviejo de la Serie B de Ecuador.

## Clubes
| Club                 | País    | Año       |
| -------------------- | ------- | --------- |
| Liga de Portoviejo   | Ecuador | 2007-2010 |
| Universidad Católica | Ecuador | 2010      |
| Aucas                | Ecuador | 2011      |
| Pilahuin Tío         | Ecuador | 2012      |
| Liga de Portoviejo   | Ecuador | 2013-     |